# Het gelach
Het gelach is een hoorspel van Cecil Bødker. Latter dateert van 1964 en de Norddeutscher Rundfunk zond dit hoorspel in 1959 onder de titel Gelächter uit. Reginald Kahl vertaalde het en de KRO zond het uit op dinsdag 30 september 1969 in het programma Dinsdagavondtheater (met een herhaling op dinsdag 14 april 1970). De regisseur was Léon Povel. Het hoorspel duurde 55 minuten.

## Rolbezetting
- Rob de Vries (de vader)
- Fé Sciarone (Hortense)
- Huib Orizand (echostem)

## Inhoud
Het gaat in dit spel niet om de lach als uiting van vrolijkheid, maar om de keerzijde ervan: om de mensen die om hun afwijkend gedrag het mikpunt zijn. De uitwerking van die lach is funester naarmate het slachtoffer geestelijk en lichamelijk afwijkt van wat men normaal noemt. De schrijfster van dit spel verdiept zich in de frustrerende gevolgen ervan aan de hand van een extreem voorbeeld. De haat van een abnormale vrouw tegen alle lachers die haar leven van jongs af hebben vergald, brengt haar ertoe haar erfelijk belaste vader, aan wie zij dat vergalde leven te danken heeft, op wetenschappelijke manier te vermoorden. Door hem wil zij dan het middel in handen krijgen om alle lachers te kunnen uitroeien om haar idee-fixe te kunnen verwezenlijken van een doodstille wereld van lachwekkende mensen die zelf niet kunnen lachen. De schrijfster heeft het thema tot de uiterste consequentie doorgedacht in een bijzonder knap geschreven dialoog tussen dochter en vader. Daarin worden vermeende zekerheden tot beider ontsteltenis omvergeworpen die een leven lang uitgangspunt waren voor al hun denken en handelen…